# Botafumeiro

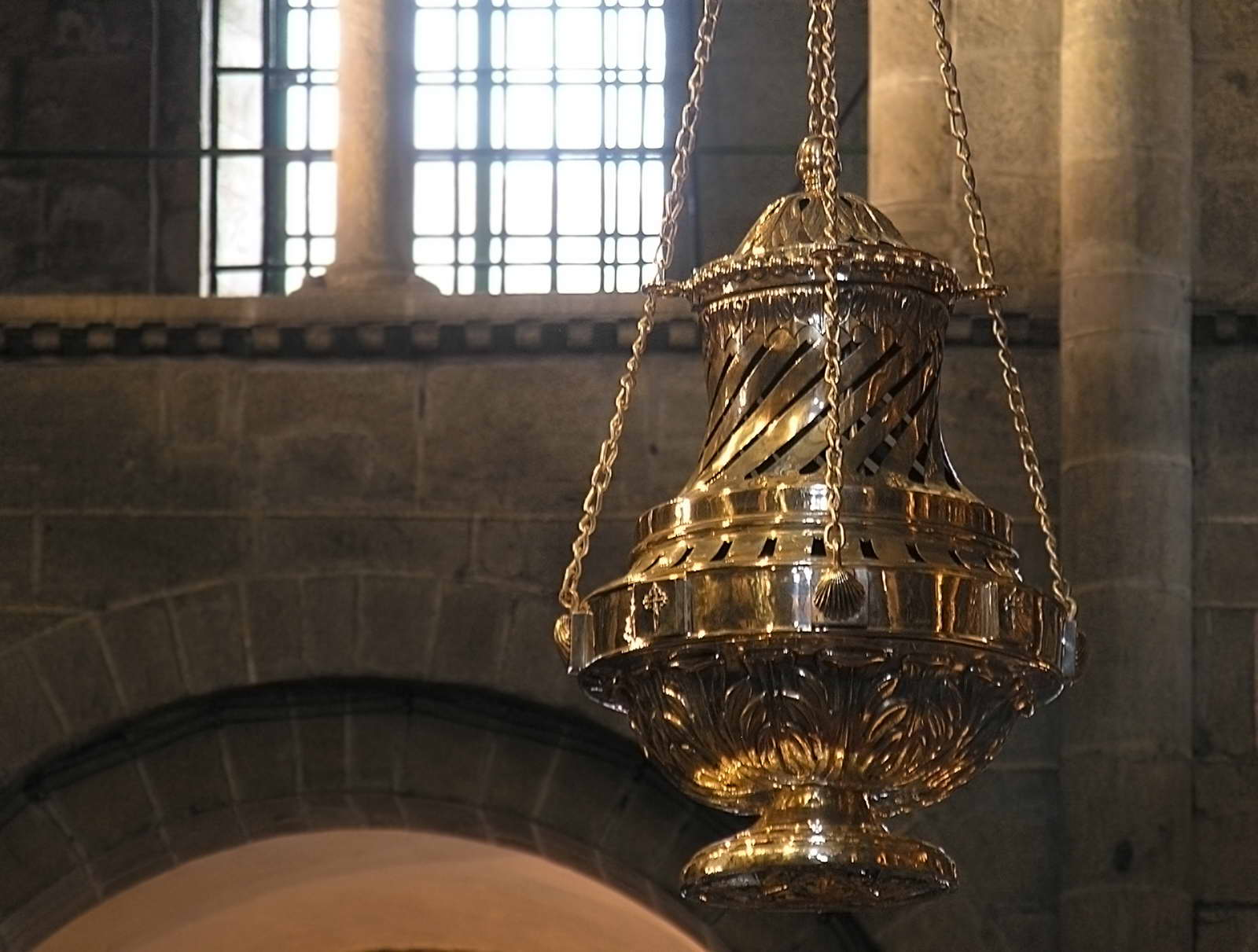
kadidelnice Botafumeiro

Botafumeiro je slavná kadidelnice, která se nachází v katedrále v Santiago de Compostela (v minulosti se používala podobná zařízení ve velkých kostelech v Galicii, dnes se občas kadidelnice používá v katedrále ve městě Tui). V této houpající se kovové nádobě (vykuřovadlu) hoří kadidlo. Název „Botafumeiro“ v galicijštině doslova znamená „vypouští kouř“.

## Popis
Botafumeiro je zavěšeno na kladce v kupoli střechy katedrály. Současné kladkové zařízení bylo nainstalováno v roce 1604.
Botafumeiro je vyrobeno ze slitiny mosazi a bronzu. Je pokryto velmi tenkou, 20µm vrstvou stříbra. Vyrobil ho zlatník a stříbrník José Losada roku 1851. Povrch Botafumeira se zlatě leskne.
Botafumeiro v Santiago de Compostela je jednou v největších kadidelnic na světě. Váží 80 kg a na výšku měří 1,6 m. Běžně bývá vystaveno v knihovně katedrály, ale při určitých významných náboženských příležitostech se přináší do síně katedrály, kde se zavěšuje na lana visící z kladkového mechanismu.

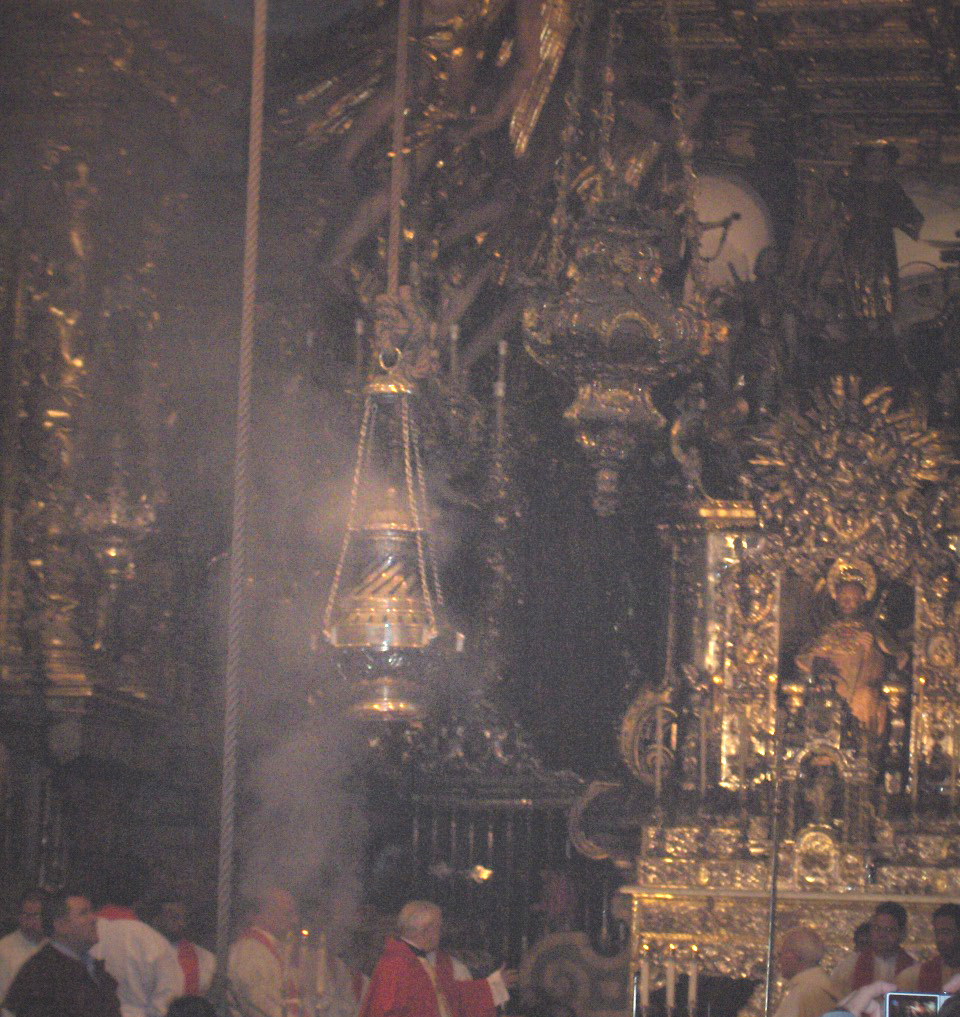
Houpající se Botafumeiro s oblaky kadidla

Existuje ještě jedna velká kadidelnice, která se používá při jiných mších, které se vykonávají v katedrále, nazývaná „La Alcachofa“ (doslova „Artyčok“) nebo „La Repollo“ (doslova „Zelí“). La Alcachofa je kovová kadidelnice stříbrné barvy. Roku 1971 ji vyrobili církevní umělečtí řemeslníci pod vedením řemeslníka Luise Moliny Aceda.
Lana obvykle vydrží kolem 20 let, než musí být vyměněna. Nicméně, v nedávné době se používalo silnější lano než obvykle, ale větší tření zapříčinilo předčasné opotřebení lana. Proto bylo toto silnější lano vyměněno dříve, než se čekalo, v roce 2004. Do roku 2004 se lana splétala z konopí nebo druhu trávy zvané esperto a byla vyráběna ve městě Vigo. Od roku 2004 se používá lano ze syntetického materiálu.
K naplnění Botafumeira nebo Alcachofy se používají lopaty. Do kadidelnic se vkládá kolem 40 kg dřevěného uhlí a kadidla. Kadidelnice je vázána na lano složitými uzly. Nejprve je potlačena, aby se dala do pohybu. Následně osm tiraboleiros, oděných v červeném, tahají za lana, čímž způsobující čím dál větší kývání kadidelnice. Kadidelnice se při houpání téměř dotýká stropu transeptu. Může dosáhnout rychlosti 68 km/h, přičemž vypouští hustý kouř kadidla.
V nejvyšším bodě vychýlení dosahuje Botafumeiro výšky 21 m. Houpe se v 65m oblouku mezi průchody Azabachería a Platerías na koncích transeptu. Maximální dosažený úhel je kolem 82°. Tohoto maxima může být dosaženo přibližně po 17 cyklech a je k němu potřeba cca 80 sekund houpání.
Každé „představení“ s kadidelnicí v katedrále stojí asi 250 eur. Ačkoli jsou představení drahá, jsou velmi populární mezi poutníky, turisty a návštěvníky.
Botafumeiro vypouští velké množství kouře. Toto je v souladu se rčením známým v náboženských kruzích: „Více kadidla, méně nesmyslu.“

## Tiraboleiros
Botafumeiro nosí a houpá osm mužů v červených rouchách, kteří se nazývají tiraboleiros. Termín „tiraboleiro“ je galicijské slovo odvozené z latinského slova „turifer“, což znamená „nositel kadidla“. Ze slova „turifer“ je také odvozen jeho anglický ekvivalent „thurifer“. Toto slovo je složeno z latinských slov „thus“, což znamená „kadidlo“, a „fero“ neboli „nesu“. Ve španělštině existuje srovnatelný termín „turiferario“.

## Historie
Podle jedné tradice se zavěšená kadidelnice v katedrále v Santiago de Compostela začala používat v 11. století. Poutníci, kteří přicházeli do katedrály, byli unavení a nemytí. Taky se věřilo, že kouř kadidla měl ochranný účinek v dobách moru a epidemií. Samozřejmě je pálení kadidla také důležitou součástí liturgie jako „promluva k Bohu“ či forma modlitby.
V 13. století byl změněn kladkový mechanismus tak, aby do něj byla začleněna sada souosých válců různých průměrů. Bez tohoto vylepšení měřilo největší vychýlení Botafumeira kolem 1,5 m, což byla délka lana, za které tahali tiraboleiros.
V 15. století věnoval francouzský král Ludvík XI. (1423–1483) katedrále peníze, aby byla vyměněna středověká stříbrná kadidelnice za novou. Nová stříbrná kadidelnice se začala používat roku 1554. Naneštěstí tuto zdobenou nádobu ukradli v dubnu 1809 Napoleonovi vojáci během španělské války za nezávislost (1808–1814). Kvůli tomu byla kadidelnice Ludvíka XI. nahrazena roku 1851 současnou, méně honosnou kadidelnicí Josého Losady.
Botafumeiro se používalo 155 let, než ho na začátku roku 2006 zrestaurovali řemeslníci firmy založené Luisem Molinou Acedem. Opravili promáčkliny a praskliny v Botafumeiru a poté na něj znovu nanesli 20µm vrstvu stříbra.
I spousta jiných katedrál měla v minulosti podobné velké kadidelnice. Nicméně, většina katedrál v průběhu let přestala své zavěšené kadidelnice používat.

## Nehody
V minulosti došlo k několika nehodám, když se houpalo Botafumeiro. V jedné době zřejmě bylo Botafumeiro zavěšeno na lano na háku, který se občas utrhnul.
Jedna z nejznámějších nehod se stala během návštěvy princezny Kateřiny Aragonské. Roku 1499 byla na cestě do Anglie, kde si měla vzít dědice anglického trůnu, a zastavila se v katedrále v Santiago de Compostela. Když se Botafumeiro kývalo, vyletělo z katedrály vrchním oknem nad průchodem Platerías. Údajně nebyl nikdo při incidentu zraněn.
Lana a další zařízení, která zajišťují Botafumeiro, také několikrát selhala: 23. května 1622, roku 1925 a v červenci 1937. V roce 1622 Botafumeiro spadlo k nohám tiraboleiros. V červenci 1937 se znovu přetrhla lana, na nichž viselo Botafumeiro, a žhavé uhlíky se vysypaly na zem.
V současnosti se Botafumeiro přivazuje několika námořnickými uzly.

## Údajná váha Botafumeira
Téměř každý zdroj uvádí jinou váhu Botafumeira. Možná je to tím, že existuje několik kadidelnic, které se používají při různých ceremoniích v katedrále. Kadidelnice taky mají různou váhu podle toho, zda jsou naplněné, nebo prázdné. Je možné se setkat třeba s následujícími čísly:
- 50 kg[11]
- 53 kg[12]
- 60 kg[13]
- 80 kg[14]
- 87 kg[15]
- 160 kg[16]

a různými dalšími hodnotami.